# César Horst
César Ezequiel Horst (Gualeguaychú, Provincia de Entre Ríos, Argentina, 4 de mayo de 1989) es un futbolista argentino. Juega como arquero y su primer equipo fue Platense. Actualmente milita en Independiente de Chivilcoy del Torneo Federal A.

## Carrera
César Horst comenzó su carrera en Central Entrerriano de esa ciudad y en 2007 arribó a la institución auriazul. Actuó tres temporadas en Cuarta División y luego jugó en Reserva.
Horst estuvo ligado a Boca Juniors alrededor de tres años, ascendiendo de categorías hasta llegar a entrenarse junto al Primer equipo, pero el club boquense decidió no renovarle el contrato. De esta manera, el jugador quedó con el pase en su poder y concretó su llegada a Platense. 
Estuvo a prueba durante una semana en la institución y tuvo el visto bueno del Cuerpo Técnico para ser nuevo jugador calamar. 2012-2013 se concreta la llegada a Deportes Copiapó de Chile. En el 2013 fue contratado por el Real Destroyer de la Liga de Ascenso de El Salvador.
En 2015 César Horst pasa a ser nuevo arquero de Atlético Uruguay, donde logra el ascenso al Federal B.

## Clubes
| Club                               | País        | Año           |
| ---------------------------------- | ----------- | ------------- |
| Boca Juniors                       | Argentina   | 2007-2011     |
| Platense                           | Argentina   | 2011          |
| Deportes Copiapó                   | Chile       | 2012-2013     |
| Real Destroyer                     | El Salvador | 2013-2014     |
| Atlético Uruguay                   | Argentina   | 2015-2016     |
| Achirense                          | Argentina   | 2017          |
| Deportivo Urdinarrain              | Argentina   | 2018          |
| San Martín de Mendoza              | Argentina   | 2018          |
| Juventud Unida de Gualeguaychú     | Argentina   | 2019-2021     |
| Independiente de Chivilcoy         | Argentina   | 2021-2022     |
| Juventud Unida de Gualeguaychú     | Argentina   | 2022-2023     |
| Club Defensores de Pronunciamiento | Argentina   | 2023          |
| Independiente de Chivilcoy         | Argentina   | 2023-Presente |